# Acrocercops ipomoeae
Acrocercops ipomoeae är en fjärilsart som beskrevs av August Busck 1934. Acrocercops ipomoeae ingår i släktet Acrocercops och familjen styltmalar.
Artens utbredningsområde är Kuba. Inga underarter finns listade i Catalogue of Life.